# Rivière Vermillon (La Tuque)
Pour les articles homonymes, voir Vermillon (homonymie).
La rivière Vermillon (atikamekw : acopekihikan sipi) coule dans le territoire de La Tuque, en Haute-Mauricie, dans la région administrative de la Mauricie, dans la province de Québec, au Canada.

## Géographie
Au terme d'un parcours de 160 km (d'ouest en est), cette rivière se déverse dans la rivière Saint-Maurice (rive droite) à environ 23 km (par l'eau) en amont (au nord) du barrage Beaumont de La Tuque et 20 km en aval (au sud) du barrage du Rapide-Blanc. Elle est parmi les plus importants tributaires de la rivière Saint-Maurice ; les autres rivières importantes étant Matawin, Manouane, La Trenche et La Croche.
Le lac Launay, situé au nord-ouest du canton de Galifet, constitue la tête de la rivière Vermillon. En descendant, les eaux traversent plusieurs chutes et rapides et suivent un parcours parfois sinueux dans les cantons de Galifet, de La Poterie, de Dupuis et de Picard. Au niveau du barrage Brûlé (jadis désigné Vermillon-Un), la rivière Vermillon bifurque vers le nord-est et traverse les cantons de Bisaillon, d'Olscamps et de Payment, en se dirigeant vers son embouchure,. Dans son parcours la rivière coule à priori vers le sud-est, puis emprunte un segment de 51,3 km vers le nord-est et bifurque finalement à 90 degrés pour un dernier segment de 8,5 km coulant vers l'est jusqu'à son embouchure.
L'un des tributaires de la rive gauche de la rivière Vermillon est la rivière Coucoucache qui coule du nord vers sud, dans le territoire de l'ancienne réserve indienne de Coucoucache. La rivière Livernois, coulant vers le nord-ouest, provenant des lacs Normand et Baude, se déversent sur la rive droite de la rivière Vermillon dans le canton de Picard.

## Toponymie
Le barrage Vermillon-Deux a été érigé à proximité de l'arrêt ferroviaire de Rapide-Blanc, au lieu-dit de Vermillon, soit à 5 km en amont de l'embouchure de la rivière.
Le toponyme Vermillon désigne aussi deux lacs et une petite rivière, situés dans la région de Vermillon-Deux. Le toponyme Vermillon fait référence à la couleur rouge vif tirant sur le jaune. Quelques auteurs évoquent que l'origine du toponyme s'appuierait sur une traduction française d'un amérindianyme. Jadis, dans les mœurs amérindiennes, les autochtones peignaient souvent leurs corps à l'aide de craies de couleurs flamboyantes.
En 1824, lors de sa déposition à la Chambre d'assemblée du Bas-Canada, l'explorateur et coureur de bois François Verreault souligne la rivière Raman (Vermillon). Par ailleurs, la rivière Romaine sur la Côte-Nord était désignée originellement Ouramane (Olomane) signifiant vermillon.
Dans ses notes manuscrites de ses voyages, rédigé au plus tard en 1830, le marchand Jean-Baptiste Perrault écrit : « De là à la rivière au Vermillon et, le second portage du Vermillon ». Les Abénaquis, quant à eux, désignent cette rivière sous l'appellation de Azobakhigan, qui signifie là où on pagaie rapidement. Pour les Attikameks, ce cours d'eau porte le nom de Kanimepirikaci Matawa, affluent du lac aux carpes.
Le toponyme rivière Vermillon a été officialisé le 5 décembre 1968 par la Commission de toponymie du Québec.

## Histoire
1651 : arrivée du premier blanc jusqu’au territoire amérindien Atikamekw dans un objectif d'évangélisation à la religion catholique. Environ 550 Amérindiens occupent les rives du Saint-Maurice. Le père Jacques Buteux (premier missionnaire jésuite de la région) fut l’un des premiers blancs victimes des raids iroquois.
Fin du XVIIIe siècle : Les Attikameks, en guerre contre les Iroquois et victimes des épidémies de variole, sont presque anéantis. Ces nomades fréquentaient assidûment les postes de traite installés par la Compagnie de la Baie d’Hudson.
1680 : la traite des fourrures s'accentue. Une trentaine de blancs parcoururent le territoire. La Compagnie du Nord-Ouest et la Compagnie de la Baie d'Hudson intensifient la traite souvent au détriment des autochtones. Des postes de traite sont installés aux Piles, à la Rivière-aux-Rats, à La Tuque (1700), à la rivière Vermillon, à Parent et à Weymontachie.
Milieu du XIXe siècle : grâce à la foresterie, la colonisation de la Haute-Mauricie par des non-autochtones commence.